# Mount Damm
Mount Damm ist ein verschneiter und 1130 m hoher Berg in der antarktischen Ross Dependency. Er ragt zwischen dem Heidemann-Gletscher und dem Nottarp-Gletscher in der Queen Elizabeth Range auf.
Der United States Geological Survey kartierte ihn anhand eigener Tellurometervermessungen und Luftaufnahmen der United States Navy aus den Jahren von 1960 bis 1962. Das Advisory Committee on Antarctic Names benannte ihn 1966 nach dem Biologen Robert Damm, der im Rahmen des United States Antarctic Research Program von 1963 bis 1964 auf der McMurdo-Station tätig war.